# Paul Smalian
Paul Smalian (* 2. Juni 1901 in Neuruppin; † 1. November 1974 in Steinhude) war ein deutscher Kunstmaler. 

## Leben
Paul Smalian war der Sohn eines Offiziers. Er studierte 1921 bis 1925 an der Staatlichen Kunstschule in Berlin. Nach dem erfolgreichen Abschluss reiste er 1927 nach Empfehlung des Hamburger Zoodirektors Hagenbeck für fünf Jahre nach Ägypten, wo er in zahlreichen Bildern und Zeichnungen die exotisch anmutenden Eindrücke des Landes und seiner Menschen festhielt. Anschließend arbeitete er als Maler auf Capri und auf Itaparica.
Nach dem Ende des Zweiten Weltkriegs, 1945 heiratete Smalian und zog nach Gehrden in Niedersachsen, wo er ab 1960 am dortigen Gymnasium als Kunsterzieher tätig war. Außerdem hatte er einen Sohn, Karl-Erich Smalian.
1948 ließ sich der Maler schließlich am Steinhuder Meer nieder, dessen Umgebung ihn zeitlebens künstlerisch inspirierte. Nun leistete sich Smalian Studienreisen nach Brasilien, Tunesien, Marokko, Westafrika, Ceylon, Thailand, Spanien, Frankreich und in die Schweiz.
Auf der Insel Itaparica, vor Bahia, trägt eine Straße seinen Namen: Paul-Smalian-Straße.
Viele seiner Werke befinden sich im Kultusministerium Niedersachsen, in einer Kunstscheune in Steinhude, und einige wurden von der Staatsgalerie der Stadt Dessau gekauft. 

## Werke (Auswahl)
- Opuntien vor orientalischer Stadtsilhouette[4]
- Capri, Öl auf Leinwand und auf Holzplatte, 67 × 67 cm[5]
- Hafen von Procida[6]
- Heimkehrende Fischer in der Bucht von Neapel[5]
- Gondoliere in Venedig, Öl auf Leinwand, 50,5 × 50,5 cm[7]
- Strandvilla in Nordtunesien[3]
- Drei Tunesier im Café, Öl auf Hartfaser, 57 × 57,5 cm[5]
- Der Schäferhund[3]
- Frauenfiguren und Akte[3][5]
- Liegende, Rötelzeichnung, 36 × 25 cm[5]
- Brasilianische Schönheit[3]
- Küstenlandschaft Bahia, Öl auf Leinwand, 74 × 74 cm[5]
- Porträt einer Ceylonesin, Öl auf Hartfaserplatte, 50 × 40 cm[5]
- Alter Seebär[3]
- Am Weißen Berg, Holzschnitt, 16 × 21 cm[5]
- Insel Helgoland[8]
- Typischer Steinhuder Meer-Blick[3]
- Blumenstillleben, Öl auf Leinwand, 60 × 70 cm[5]
- Junges Mädchen in kurzen Hosen, Radierung[3]
- um 1950: Portrait eines Mädchens im Profil, ca. 40,5 × 31 cm[2]